# Énekek éneke
Az Énekek éneke a hagyomány által Salamon királynak tulajdonított, a menyasszony és a vőlegény szerelmi énekeiből álló sorozat a Bibliában. Héberül a legszebb éneket jelenti (héberül: שיר השירים, Shir ha-Shirim).

## A szerző
A hagyomány Salamon királynak tulajdonítja, aki énekeket is szerzett (1Kir 5,12). 
Modern kutatások alapján a keltezésének legmegbízhatóbb bizonyítéka a nyelve: a babiloni száműzetés vége után az i.e 6. század végén az arámi fokozatosan felváltotta a héber nyelvet, a szókincs, a morfológia, az idióma és a szintaxis bizonyítékai egyértelműen egy jóval későbbi dátumra utalnak; évszázadokkal későbbre, mint ahogy a művet hagyományosan gondolták.

## Tartalma
Harminc szerelmi énekből álló gyűjtemény, amely a vőlegény és menyasszony egymás iránti szerelmét hirdetik: együtt vannak, majd elválnak, keresik majd megtalálják egymást. A dalok egy részében a menyasszony beszél szerelme utáni vágyakozásáról és összetartozásukról, és leírja a vőlegény külsejét (12 ének), más részeknél a vőlegény énekli meg jegyese szépségét, szerelmén érzett örömét (8 ének). Körülbelül hat dalban pedig a jegyesek felváltva dicsérik egymást.
Ezen kívül megszólal a kar is (Jeruzsálem lányai).

## Története
Bizonyosnak látszik, hogy a fogság után alakult ki, valószínűleg a hellenista korban (Kr. e. 3. század). Erről tanúskodik a műben egy perzsa és egy görög kölcsönszó. Keletkezésük helye Jeruzsálem lehetett. Nem kizárható, hogy egyes dalok régebbi eredetűek. A művet felvették a zsidó kánonba, bár Kr. u. 2. században felmerült a kétely, helyes volt-e ide sorolni, de a hagyományokra való tekintettel végül megmaradt a szent szövegek között, sőt a Kr. u. 8. századtól húsvét ünnepén olvassák.

## Helye a Szentírásokban
- A Szeptuagintában a prédikátor könyve után szerepel.
- A Vulgátában a két salamoni mű közé helyezték.
- A Héber Bibliában a kánoni könyvek harmadik csoportjában, az „Írásokban” található, és a nagy ünnepeken olvasott öt megillot (tekercs) élén áll.[2]

## Értelmezése
Az értelmezők egy része szerint a szöveg eredetileg is allegorikus jelentéssel bírt, míg mások szerint a dalok eredetileg valóban szerelmes, lakodalmi énekek voltak.
- Az első csoportba sorolható Rabbi Akiba (megh. Kr. u. 132.), aki szerint az írás Isten és Izrael kapcsolatát énekli meg. Ezt az értelmezést támasztják alá azok a prófétai kijelentések (Oz 1-3; Jer 2,2; Ez 16), amelyek Istennek népe iránti szeretetét a házastársi szerelemhez hasonlítják. Később egyes keresztény egyházatyák Krisztus és az Egyház kapcsolatának allegóriájaként értelmezték a könyvet. Ismét mások egy ősi kánaáni termékenységi misztérium kultikus szövegének tekintik.
- Az értelmezők másik csoportja az Énekek énekét szó szerint értelmezi. Közülük egyesek szerint daljátékról van szó, amely az emberi hűséget és összetartozást énekli meg. Mások egyszerű házasságkötési dalgyűjteménynek tekintik. Ismét mások a profán szöveget a Ter 2,23-24 alapján, mintegy annak kommentárjaként értelmezik.[3]

## Magyar nyelvű szakirodalom
- Órigenész: Kommentár az Énekek énekéhez (ford. Pesthy Mónika), Atlantisz Könyvkiadó, Budapest, 1993, ISBN 9637978364